# Петров, Александр Иванович (матрос)
Александр Михайлович Петров по другим данным Александр Иванович Петров (1880 или 1882 Казань — 24 августа 1905 Севастополь) — российский моряк, в июле 1905 года организовал восстание на учебном судне «Прут».

## Биография
Родился в 1880 году или в 1882 году в Казани. Отцом Александра был мелкий чиновник, но он рос в семье мужа старшей сестры, революционера А. М. Стопани. Обучался в гимназии, из которой был исключён за революционные взгляды. После исключения из гимназии работал слесарем.
В 1903 году был призван в Российский императорский флот, службу начал машинистом на броненосце «Екатерина II», где основал социал-демократический кружок. Являлся членом Центрального комитета социал-демократической организации Черноморского флота при Севастопольском комитете РСДРП. Был заподозрен в революционной деятельности и 7 июня 1905 года был переведён на учебное судно «Прут».
19 июля 1905 года, узнав о восстании на броненосце «Потёмкин», команда «Прута», возглавляемая Петровым, подняла восстание, которое было вскоре подавлено. 
Письмо А. М. Петрова защитнику Купернику

Руководителям восстания на корабле "Прут"

Многоуважаемый г. Куперник! Наше дело до того запуталось, что трудно разобраться. У меня и у Черного настроение бодрое. В возможность замены, расстрела каторгой не верим, особенно после сообщенных нам сегодня новостей…Мы видели, как трудно сделать восстание всеобщим. Вспыхнув в одном месте, оно не скоро передается в другое, а когда передается, то бывает подавлено в первом. Войска же только тогда будут открыто переходить на сторону народа, когда в них явится уверенность во всеобщем восстании. А для этого надо, чтобы восстание сразу охватило широкий район. А где же такой широкий район, как не у нас на Черном море? Кто, как не мы, матросы, начав революцию в Севастополе, можем перебросить ее сразу на Кавказ, с Кавказа в Одессу — Николаев. Кто, как не мы, можем сразу заставить войска принять участие в революции… Чувствуя же у себя за спиной поддержку всего флота, [все] отбросили бы боязнь в сторону. И мы готовили начать наше дело осенью. В первых судах значились «Потемкин», «Прут», «Екатерина»…Бунт назрел… Раздался крик: «Бери винтовки!». Остальное вам известно.
31 июля 1905 года он был приговорён к казни. На рассвете 24 августа (6 сентября) 1905 года Петров, Титов, Черный и Адаменко были расстреляны между Константиновской и Михайловской батареями Похоронены на Михайловском кладбище.

## Память
4 ноября 1967 года прах матросов перезахоронили на кладбище Коммунаров, установив мемориальную плиту с надписью: «Руководители восстания на учебном судне «Прут» матросы Александр Петров, Иван Адаменко, Дмитрий Титов, Иван Чёрный, расстрелянные царскими палачами 24 августа 1905 года». В 1973 году взамен плиты открыли памятник из серого гранита - стелу, стилизованную под форштевень корабля, с развевающимся знаменем из красного гранита. Могила руководителей восстания на учебном корабле «Прут» на Михайловском кладбище в Севастополе. Скульптор С. А. Чиж, архитектор Е. П. Вересов. 
Ныне ОКН регионального значения  Объект культурного наследия народов РФ регионального значения. Рег. № 921711274650005 (ЕГРОКН). 